# Convolvulus pilosellifolius
Convolvulus pilosellifolius Desr. – gatunek pnącza należący do rodziny powojowatych. Występuje naturalnie we wschodniej części Afryki Północnej oraz w zachodniej i środkowej Azji.

## Rozmieszczenie geograficzne
Gatunek rośnie naturalnie w Libii i Egipcie. Według innych źródeł występuje także w Azji południowo-wschodniej, w Turcji, Iranie, Afganistanie, Pakistanie oraz na terenie byłych republik Związku Socjalistycznych Republik Radzieckich.

## Morfologia
ŁodygaDorasta do 30–70 cm wysokości (wyjątkowo do 130 cm). Pędy nie są bardzo rozgałęzione, włochate.
LiścieMają 15–40 cm długości i 3–5 cm szerokości. Dolne liście są większe, podłużne, lancetowate, górne natomiast są mniejsze, lancelowate. Wierzchołek liścia zaokrąglony lub spiczasty. Brzegi liści mogą być pofalowane. Przylistki mają długość 5–8 mm. Mają podłużny lub lancetowaty kształt z ostro zakończonym wierzchołkiem.
KwiatyPosiadają 5-działkowy kielich. Jest gęsto owłosiony o długości 5 mm. Z wierzchu jest zielony, natomiast od spodu blado-biały. Zewnętrzne płatki mają odwrotnie jajowaty kształt. Wewnętrzne są jajowate bądź lancetowate. Mają różową barwę. Mają długość 10–20 cm. Pręciki są nierówne. Zarówno zalążnia jak i znamię są nagie.
OwocePosiada czarne, gęsto owłosione nasiona.

## Biologia i ekologia
Rośnie na wysokości 500–2200 m n.p.m. Występuje na glebach piaszczystych i wapiennych.